# Jean Deroy
Jean Deroy (24 april 1928) is een Belgische voormalige atleet, die gespecialiseerd was in de sprint. Hij werd eenmaal Belgisch kampioen.

## Biografie
Deroy werd in 1951 Belgisch kampioen op de 400 m. Hij was aangesloten bij Cercle Athlétique Schaarbeek.

## Belgische kampioenschappen
| Onderdeel | Jaar |
| --------- | ---- |
| 400 m     | 1951 |

## Persoonlijke records
| Onderdeel | Prestatie | Datum | Plaats |
| --------- | --------- | ----- | ------ |
| 200 m     | 21,9 s    |       |        |
| 400 m     | 49,4 s    |       |        |

## Palmares
200 m
- 1953:  BK AC - 22,4 s

400 m
- 1948:  BK AC - 50,3 s
- 1951:  BK AC - 49,9 s